# Робб, Алис
Алис Робб (фр. Alice Robbe; род. 10 мая 2000, Fermanville) — французская профессиональная теннисистка. Победительница одиннадцати турниров ITF (3 — в одиночном разряде); двукратный бронзовый призёр Летних Универсиад (2019, 2021).

## Общая информация
Родилась 10 мая 2000 года в муниципалитете Ферманвиль на берегу Ла-Манша, в департаменте Манш, в Нормандии, во Франции.

## Спортивная карьера
В 2022—2023 годах стала победительницей трёх турниров ITF в одиночном разряде.
И в 2021—2022 годах стала победительницей ещё четырёх турниров ITF в парном разряде.

### 2019
В июле 2019 года в Неаполе (Италия) она стала бронзовым призёром летней Универсиады в смешанном парном разряде вместе с соотечественником Ронаном Жонкуром, где они в полуфинале проиграли чешской паре Анастасии Зарицкой и Доминику Келловскому.

### 2023
В конце мая 2023 года на Открытом чемпионате Франции в одиночном разряде дошла до финала квалификации, в котором проиграла чешке Бренде Фрухвиртовой со счётом: 3-6, 0-6.
Она также участвовала в парном разряде этого турнира вместе с соотечественницей Элис Тюбелло, но в первом раунде соревнований они проиграли Исалин Бонавентюре и Панне Удварди со счётом: 6-7, 3-6.
В августе 2023 года в Чэнду (Китай) она стала бронзовым призёром летней Универсиады в одиночном разряде, где она в полуфинале проиграла тайваньской теннисистке Ян Я-И со счётом: 6-4, 1-6, 6-7.

## Итоговое место в рейтинге WTA по годам
| Год  | Одиночный рейтинг | Парный рейтинг |
| 2024 | 511               | 391            |
| 2023 | 198               | 368            |
| 2022 | 355               | 404            |
| 2021 | 424               | 532            |
| 2020 | 722               | 1054           |
| 2019 | 771               | 1295           |
| 2018 | —                 |                |
| 2017 | —                 |                |
| 2016 | —                 | 925            |